# Laubach
Laubach ist eine Kleinstadt im mittelhessischen Landkreis Gießen.

## Geografie
Die Stadt an der Wetter hat einen unregelmäßigen Grundriss. Der Hauptkomplex der Siedlung liegt rechts des Flusses. Von Norden mündet ein Seitental ein. Das Stadtbild wird dominiert vom Schloss mit Park im Norden. Im Südwesten schließt sich die ehemals ummauerte Altstadt mit nahezu quadratischem Grundriss an. Vor der Stadtkirche befindet sich ein kleiner Marktplatz. Eine jüngere Wohnsiedlung liegt im Osten, eine moderne Wohnsiedlung im Nordwesten. Im Westen erstreckt sich entlang der Bahnlinie ein Industriegebiet.

### Geografische Lage
Die Gemeinde Laubach erstreckt sich am Rande des Naturparks Vulkanregion Vogelsberg. Der Ortskern von Laubach liegt 700 m westlich des 9. Längengrads Ost. Der nördliche Nachbarort auf diesem Meridian ist Büßfeld im Vogelsbergkreis. Die Entfernung zum Äquator beträgt 5602,25 km.
Laubach ist mit 9.700 Hektar die flächengrößte Gemeinde des Landkreises Gießen.

### Nachbargemeinden
Laubach grenzt im Norden an die Stadt Grünberg und die Gemeinde Mücke (Vogelsbergkreis), im Osten an die Städte Ulrichstein und Schotten (beide Vogelsbergkreis), im Süden an die Stadt Nidda (Wetteraukreis), im Südwesten an die Stadt Hungen sowie im Westen an die Stadt Lich und die Gemeinde Reiskirchen.

### Stadtgliederung
- Altenhain
- Freienseen
- Gonterskirchen
- Laubach (Kernstadt)
- Lauter
- Münster
- Röthges

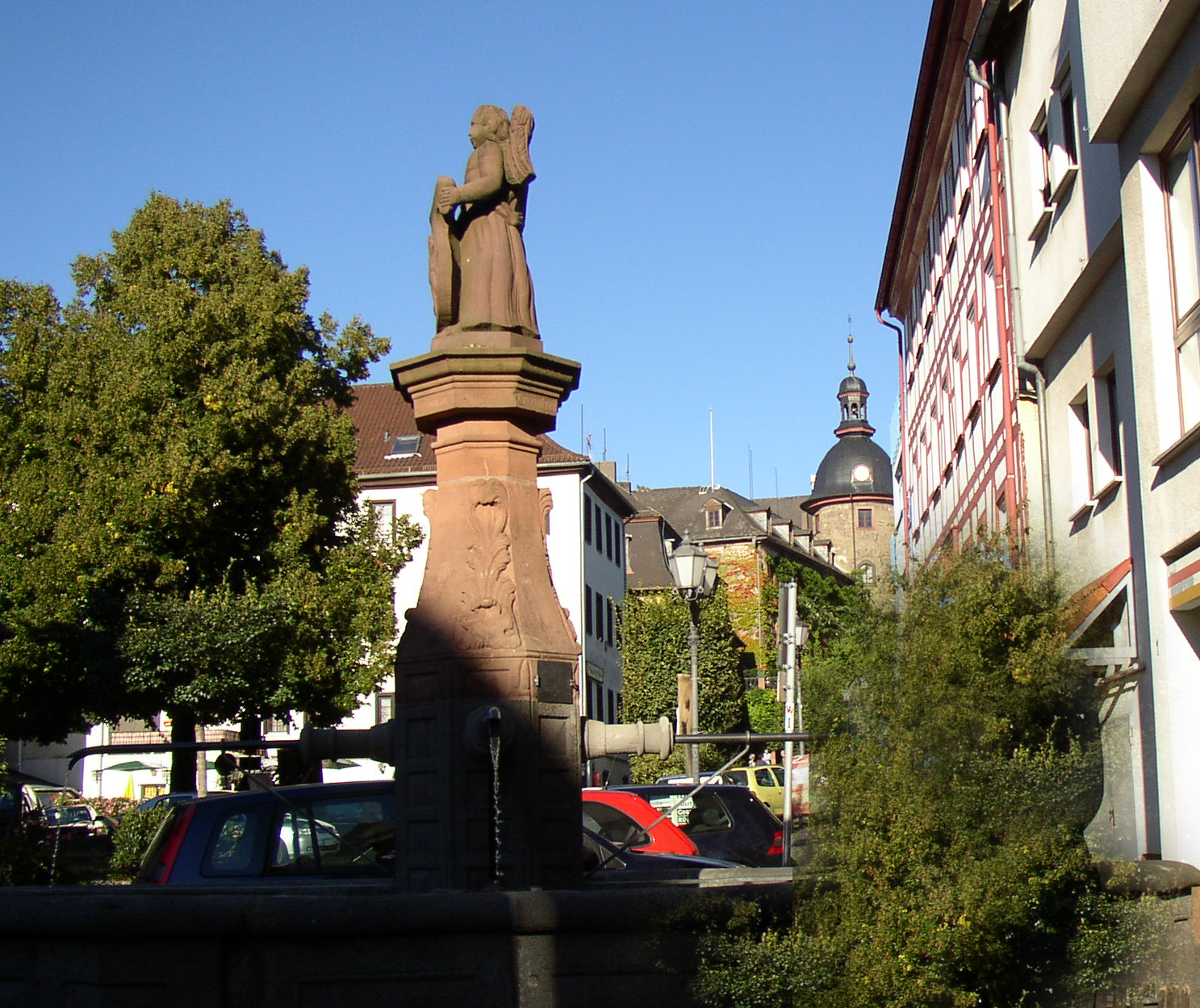
Innenstadt mit Schloss Laubach im Hintergrund

- Ruppertsburg (mit Friedrichshütte)
- Wetterfeld

## Ortsgeschichte

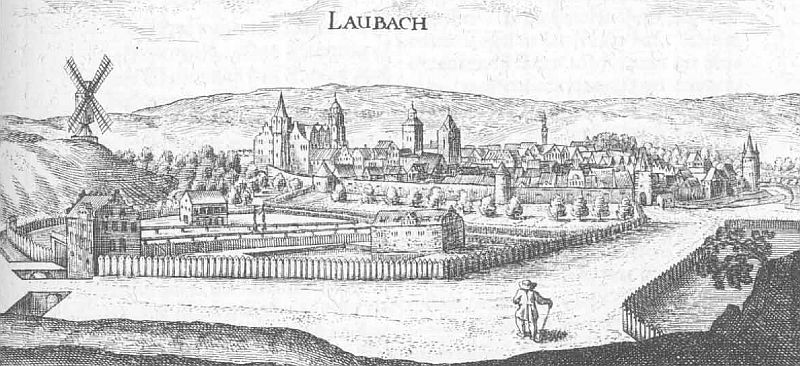
Laubach – Auszug aus der Topographia Hassiae von Matthäus Merian 1655

### Mittelalter
Laubach wurde als Lovbach in dem Zeitraum zwischen 750 bzw. 802 erstmals urkundlich erwähnt. Die Schenkung an das Kloster Fulda findet sich in einem Fuldaer Kopiar, dem Codex Eberhardi, vor 1160: „Nordalach de Wetereiba tradidit sancto Bonifatio bona sua in Lovbach.“ Übersetzt: Nordalach aus der Wetterau übertrug dem Heiligen Bonifatius seine Güter in Laubach. Neben dem Hof mit 20 Morgen waren dies auch Bifang und ein Knecht und dessen Frau. Später folgen an das Kloster Fulda vier Schenkungen, zwei davon wohl noch im 9. Jahrhundert. So heißt es um 1160: „bona sua in Loupbahc.“
Weitere Erwähnungen finden sich, datiert ins 9. Jahrhundert, in einem Kopiar des Klosters Hersfeld: „In pago Wetreibe ... in Loudahc ...“. Hier wird der Klosterbesitz mit zehn Hufen und drei Mansen angegeben. 1057 heißt es in einer Urkunde: „.. in locis que ita nominatur: Loubahc.“ (in Orten, die so Laubach genannt werden). Zwischen 1138 und 1141 wird ein „Henricus de Loybbach“ erwähnt. Eine Differenzierung des Ortes geschieht 1239: „in maiore Lopach“ (im größeren Laubach) und in „superiori Lopach“ (im oberen Laubach).
1246 wird „Rubertus de Lubach“ urkundlich erwähnt. 1290 heißt es wieder „Loubbach superiori.“ Eine Urkunde aus dem Jahre 1512 kennt den Namen „clein Loupach.“ Und ein Dorsalvermerk aus dem gleichen Jahr nennt: „Obern Laupach.“
Der Ortsname Laubach enthält neben dem Gewässernamen auch das Bestimmungsglied ahd.: loub, mhd.: loup. Es wird vermutet, dass der Ortsname mit dem Laubreisersammeln für das Vieh zusammenhängt.
Ulrich II. zu Hanau und seine Frau Agnes von Hohenlohe erlaubten am 5. Dezember 1340 ihrem Sohn Ulrich III. zu Hanau den Verkauf von Burg und Dorf Laupach mitsamt den dazu gehörigen Gerichten und Dörfern, u. a. „Guntherskirchen“ und „Aeinhartshusen“.

### Neuzeit
Hessische Gebietsreform (1970–1977)
Im Zuge der Gebietsreform in Hessen wurden auf freiwilliger Basis am 31. Dezember 1970 die Gemeinden Gonterskirchen, Lauter, Münster, Röthges, Ruppertsburg und Wetterfeld, am 31. Dezember 1971 Altenhain und am 1. April 1972 Freienseen nach Laubach eingegliedert. Vom 1. Januar 1977 bis zum 1. August 1979 war Laubach dem Lahn-Dill-Kreis zugeordnet, danach wieder dem Landkreis Gießen. Für alle ehemals eigenständigen Gemeinden sowie für die Kernstadt wurde je ein Ortsbezirk gebildet.

### Verwaltungsgeschichte im Überblick
Die folgende Liste zeigt die Staaten und Verwaltungseinheiten, denen Laubach angehört(e):

- vor 1806: Heiliges Römisches Reich, Grafschaft Solms-Laubach (Anteil an der Herrschaft Münzenberg), Amt Laubach
- ab 1806: Großherzogtum Hessen (Souveränitätslande),[Anm. 2] Fürstentum Oberhessen, Amt Laubach (des Grafen Solms-Laubach)[21]
- ab 1815: Großherzogtum Hessen (Souveränitätslande), Provinz Oberhessen, Amt Laubach[22] (des Grafen Solms-Laubach)
- ab 1820: Großherzogtum Hessen, Provinz Oberhessen, Amt Laubach[Anm. 3]
- ab 1822: Großherzogtum Hessen, Provinz Oberhessen, Landratsbezirk Hungen[23][Anm. 4]
- ab 1837: Großherzogtum Hessen, Provinz Oberhessen, Kreis Grünberg
- ab 1848: Großherzogtum Hessen, Regierungsbezirk Gießen
- ab 1852: Großherzogtum Hessen, Provinz Oberhessen, Kreis Schotten
- ab 1867: Norddeutscher Bund, Großherzogtum Hessen, Provinz Oberhessen, Kreis Schotten
- ab 1871: Deutsches Reich, Großherzogtum Hessen, Provinz Oberhessen, Kreis Schotten
- ab 1918: Deutsches Reich, Volksstaat Hessen, Provinz Oberhessen, Kreis Schotten
- ab 1938: Deutsches Reich, Volksstaat Hessen, Landkreis Gießen
- ab 1945: Deutsches Reich, Amerikanische Besatzungszone,[Anm. 5] Groß-Hessen, Regierungsbezirk Darmstadt, Landkreis Gießen
- ab 1946: Deutsches Reich, Amerikanische Besatzungszone, Hessen, Regierungsbezirk Darmstadt, Landkreis Gießen
- ab 1949: Bundesrepublik Deutschland, Hessen, Regierungsbezirk Darmstadt, Landkreis Gießen
- ab 1977: Bundesrepublik Deutschland, Hessen, Regierungsbezirk Darmstadt, Lahn-Dill-Kreis
- ab 1979: Bundesrepublik Deutschland, Hessen, Regierungsbezirk Darmstadt, Landkreis Gießen
- ab 1981: Bundesrepublik Deutschland, Hessen, Regierungsbezirk Gießen, Landkreis Gießen

### Gerichte seit 1803
In der Landgrafschaft Hessen-Darmstadt wurde mit Ausführungsverordnung vom 9. Dezember 1803 das Gerichtswesen neu organisiert. Für die Provinz Oberhessen wurde das „Hofgericht Gießen“ eingerichtet. Es war für normale bürgerliche Streitsachen Gericht der zweiten Instanz, für standesherrliche Familienrechtssachen und Kriminalfälle die erste Instanz. Die Rechtsprechung der ersten Instanz wurde durch die Ämter bzw. Standesherren vorgenommen und somit war für Laubach ab 1806 das „Patrimonialgericht der Grafen Solms-Laubach“ zuständig. Nach der Gründung des Großherzogtums Hessen 1806 wurden die Aufgaben der ersten Instanz 1821–1822 im Rahmen der Trennung von Rechtsprechung und Verwaltung auf die neu geschaffenen Land- bzw. Stadtgerichte übertragen und ab 1822 ließen die Grafen von Solms-Laubach ihre Rechte am Gericht durch das Großherzogtum Hessen in ihrem Namen ausüben. „Landgericht Laubach“ war daher die Bezeichnung für das erstinstanzliche Gericht, das für Laubach zuständig war. Auch auf sein Recht auf die zweite Instanz, die durch die Justizkanzlei in Hungen ausgeübt wurde, verzichtete der Graf 1823. Erst infolge der Märzrevolution 1848 wurden mit dem „Gesetz über die Verhältnisse der Standesherren und adeligen Gerichtsherren“ vom 15. April 1848 die standesherrlichen Sonderrechte endgültig aufgehoben.
Anlässlich der Einführung des Gerichtsverfassungsgesetzes mit Wirkung vom 1. Oktober 1879, infolge derer die bisherigen großherzoglichen Landgerichte durch Amtsgerichte an gleicher Stelle ersetzt wurden, während die neu geschaffenen Landgerichte nun als Obergerichte fungierten, kam es zur Umbenennung in „Amtsgericht Laubach“ und Zuteilung zum Bezirk des Landgerichts Gießen. Am 1. Juli 1968 erfolgte die Auflösung des Amtsgerichts und Laubach wurde dem Sprengels des Amtsgerichts Gießen zugelegt.

## Bevölkerung

### Einwohnerstruktur 2011
Nach den Erhebungen des Zensus 2011 lebten am Stichtag, dem 9. Mai 2011, in Laubach 9728 Einwohner. Nach dem Lebensalter waren 1556 Einwohner unter 18 Jahren, 3903 zwischen 18 und 49, 2181 zwischen 50 und 64 und 2088 Einwohner waren älter. Unter den Einwohnern waren 563 (5,8 %) Ausländer, von denen 174 aus dem EU-Ausland, 342 aus anderen europäischen Ländern und 47 aus anderen Staaten kamen. (Bis zum Jahr 2020 erhöhte sich die Ausländerquote auf 8,3 %.) Die Einwohner lebten in 4154 Haushalten. Davon waren 1260 Singlehaushalte, 1249 Paare ohne Kinder und 1238 Paare mit Kindern, sowie 307 Alleinerziehende und 93 Wohngemeinschaften. In 957 Haushalten lebten ausschließlich Senioren und in 2701 Haushaltungen lebten keine Senioren.

### Einwohnerentwicklung
| • 1631: | 181 Untertanen, 53 Witwen |

| Laubach: Einwohnerzahlen von 1830 bis 2020 | Laubach: Einwohnerzahlen von 1830 bis 2020 | Laubach: Einwohnerzahlen von 1830 bis 2020 | Laubach: Einwohnerzahlen von 1830 bis 2020 | Laubach: Einwohnerzahlen von 1830 bis 2020 |
| --- | ------------------------------------------ | ------------------------------------------ | ------------------------------------------ | ------------------------------------------ |
| Jahr |                                            |                                            |                                            | Einwohner                                  |
| 1830 | 1830                                       |                                            | 2.433                                      | 2.433                                      |
| 1834 | 1834                                       |                                            | 1.839                                      | 1.839                                      |
| 1840 | 1840                                       |                                            | 2.123                                      | 2.123                                      |
| 1846 | 1846                                       |                                            | 2.189                                      | 2.189                                      |
| 1852 | 1852                                       |                                            | 1.984                                      | 1.984                                      |
| 1858 | 1858                                       |                                            | 2.078                                      | 2.078                                      |
| 1864 | 1864                                       |                                            | 1.799                                      | 1.799                                      |
| 1871 | 1871                                       |                                            | 1.776                                      | 1.776                                      |
| 1875 | 1875                                       |                                            | 1.839                                      | 1.839                                      |
| 1885 | 1885                                       |                                            | 1.918                                      | 1.918                                      |
| 1895 | 1895                                       |                                            | 1.949                                      | 1.949                                      |
| 1905 | 1905                                       |                                            | 1.834                                      | 1.834                                      |
| 1910 | 1910                                       |                                            | 1.914                                      | 1.914                                      |
| 1925 | 1925                                       |                                            | 1.851                                      | 1.851                                      |
| 1939 | 1939                                       |                                            | 1.795                                      | 1.795                                      |
| 1946 | 1946                                       |                                            | 2.999                                      | 2.999                                      |
| 1950 | 1950                                       |                                            | 3.157                                      | 3.157                                      |
| 1956 | 1956                                       |                                            | 3.032                                      | 3.032                                      |
| 1961 | 1961                                       |                                            | 3.005                                      | 3.005                                      |
| 1967 | 1967                                       |                                            | 3.431                                      | 3.431                                      |
| 1972 | 1972                                       |                                            | 8.802                                      | 8.802                                      |
| 1975 | 1975                                       |                                            | 9.121                                      | 9.121                                      |
| 1980 | 1980                                       |                                            | 9.625                                      | 9.625                                      |
| 1985 | 1985                                       |                                            | 9.442                                      | 9.442                                      |
| 1990 | 1990                                       |                                            | 9.948                                      | 9.948                                      |
| 1995 | 1995                                       |                                            | 10.439                                     | 10.439                                     |
| 2000 | 2000                                       |                                            | 10.583                                     | 10.583                                     |
| 2005 | 2005                                       |                                            | 10.337                                     | 10.337                                     |
| 2010 | 2010                                       |                                            | 9.887                                      | 9.887                                      |
| 2015 | 2015                                       |                                            | 9.632                                      | 9.632                                      |
| 2020 | 2020                                       |                                            | 9.604                                      | 9.604                                      |
| Datenquelle: Historisches Gemeindeverzeichnis für Hessen: Die Bevölkerung der Gemeinden 1834 bis 1967. Wiesbaden: Hessisches Statistisches Landesamt, 1968. Weitere Quellen: 1972:; Hessisches Statistisches Informationssystem; Zensus 2011 Ab 1972 einschließlich der im Zuge der Gebietsreform in Hessen eingegliederten Orte. |                                            |                                            |                                            |                                            |

### Historische Religionszugehörigkeit
| • 1830: | 1745 evangelische, 14 katholische, 112 jüdische Einwohner                                     |
| • 1961: | 2307 evangelische, 622 römisch-katholische Einwohner                                          |
| • 1987: | 6623 evangelische (= 72,1 %), 1489 katholische (= 16,2 %), 1070 sonstige (= 11,7 %) Einwohner |
| • 2011: | 6170 evangelische (= 63,4 %), 1450 katholische (= 14,9 %), 2110 sonstige (= 21,7 %) Einwohner |

### Historische Erwerbstätigkeit
| • 1961: | Erwerbspersonen: 179 Land- und Forstwirtschaft, 491 Prod. Gewerbe, 181 Handel, Verkehr und Nachrichtenübermittlung, 326 Dienstleistung und Sonstiges. |

## Politik

### Stadtverordnetenversammlung
Die Kommunalwahl am 14. März 2021 lieferte folgendes Ergebnis, in Vergleich gesetzt zu früheren Kommunalwahlen:
| Sitzverteilung in der Stadtverordnetenversammlung 2021Insgesamt 31 Sitze - SPD: 6 - Grüne: 4 - FBLL: 2 - BfL: 1 - FDP: 2 - FW: 9 - CDU: 7 | Parteien und Wählergemeinschaften | Parteien und Wählergemeinschaften           | 2021  | 2021  | 2016  | 2016  | 2011  | 2011  | 2006  | 2006  | 2001  | 2001  |
| Sitzverteilung in der Stadtverordnetenversammlung 2021Insgesamt 31 Sitze - SPD: 6 - Grüne: 4 - FBLL: 2 - BfL: 1 - FDP: 2 - FW: 9 - CDU: 7 | Parteien und Wählergemeinschaften | Parteien und Wählergemeinschaften           | %     | Sitze | %     | Sitze | %     | Sitze | %     | Sitze | %     | Sitze |
| Sitzverteilung in der Stadtverordnetenversammlung 2021Insgesamt 31 Sitze - SPD: 6 - Grüne: 4 - FBLL: 2 - BfL: 1 - FDP: 2 - FW: 9 - CDU: 7 | FW                                | Freie Wähler Laubach                        | 28,7  | 9     | 31,9  | 10    | 31,3  | 12    | 25,6  | 10    | 17,4  | 6     |
| Sitzverteilung in der Stadtverordnetenversammlung 2021Insgesamt 31 Sitze - SPD: 6 - Grüne: 4 - FBLL: 2 - BfL: 1 - FDP: 2 - FW: 9 - CDU: 7 | CDU                               | Christlich Demokratische Union Deutschlands | 21,7  | 7     | 21,8  | 7     | 22,4  | 8     | 27,4  | 10    | 30,3  | 11    |
| Sitzverteilung in der Stadtverordnetenversammlung 2021Insgesamt 31 Sitze - SPD: 6 - Grüne: 4 - FBLL: 2 - BfL: 1 - FDP: 2 - FW: 9 - CDU: 7 | SPD                               | Sozialdemokratische Partei Deutschlands     | 20,2  | 6     | 20,3  | 6     | 23,0  | 9     | 29,7  | 11    | 34,4  | 13    |
| Sitzverteilung in der Stadtverordnetenversammlung 2021Insgesamt 31 Sitze - SPD: 6 - Grüne: 4 - FBLL: 2 - BfL: 1 - FDP: 2 - FW: 9 - CDU: 7 | Grüne                             | Bündnis 90/Die Grünen                       | 15,0  | 4     | 9,2   | 3     | 13,3  | 5     | 7,9   | 3     | 9,8   | 4     |
| Sitzverteilung in der Stadtverordnetenversammlung 2021Insgesamt 31 Sitze - SPD: 6 - Grüne: 4 - FBLL: 2 - BfL: 1 - FDP: 2 - FW: 9 - CDU: 7 | FBLL                              | Freie Bürgerliste Laubach                   | 5,7   | 2     | 7,6   | 2     | —     | —     | —     | —     | —     | —     |
| Sitzverteilung in der Stadtverordnetenversammlung 2021Insgesamt 31 Sitze - SPD: 6 - Grüne: 4 - FBLL: 2 - BfL: 1 - FDP: 2 - FW: 9 - CDU: 7 | FDP                               | Freie Demokratische Partei                  | 5,6   | 2     | 4,4   | 1     | 3,7   | 1     | 6,6   | 2     | 8,1   | 3     |
| Sitzverteilung in der Stadtverordnetenversammlung 2021Insgesamt 31 Sitze - SPD: 6 - Grüne: 4 - FBLL: 2 - BfL: 1 - FDP: 2 - FW: 9 - CDU: 7 | BfL                               | Bürger für Laubach                          | 2,9   | 1     | 4,8   | 2     | 6,2   | 2     | 2,7   | 1     | —     | —     |
| Sitzverteilung in der Stadtverordnetenversammlung 2021Insgesamt 31 Sitze - SPD: 6 - Grüne: 4 - FBLL: 2 - BfL: 1 - FDP: 2 - FW: 9 - CDU: 7 | Gesamt                            | Gesamt                                      | 100,0 | 37    | 100,0 | 37    | 100,0 | 37    | 100,0 | 37    | 100,0 | 37    |
| Sitzverteilung in der Stadtverordnetenversammlung 2021Insgesamt 31 Sitze - SPD: 6 - Grüne: 4 - FBLL: 2 - BfL: 1 - FDP: 2 - FW: 9 - CDU: 7 | Wahlbeteiligung in %              | Wahlbeteiligung in %                        | 50,4  | 50,4  | 52,1  | 52,1  | 47,0  | 47,0  | 46,6  | 46,6  | 54,2  | 54,2  |

Vorsitzender der Stadtverordnetenversammlung ist Joachim M. Kühn, Freie Wähler Laubach.

### Bürgermeister
Nach der hessischen Kommunalverfassung wird der Bürgermeister für eine sechsjährige Amtszeit gewählt, seit dem Jahr 1993 in einer Direktwahl, und ist Vorsitzender des Magistrats, dem in der Stadt Laubach neben dem Bürgermeister ehrenamtlich ein Erster Stadtrat und neun weitere Stadträte angehören. Bürgermeister ist seit dem 1. Juni 2021 der parteiunabhängige Matthias Meyer. Er wurde als Nachfolger von Peter Klug, der nach zwei Amtszeiten nicht wieder zur Wahl antrat, am 20. Dezember 2020 in einer Stichwahl bei 56,7 Prozent Wahlbeteiligung mit 55,5 Prozent der Stimmen gewählt.
Amtszeiten der Bürgermeister
- 2021–2027 Matthias Meyer[40]
- 2009–2021 Peter Klug[41]
- 1991–2009 Claus Spandau (CDU)[44]

### Ortsbeiräte
Es bestehen je ein Ortsbezirk für die Stadtteile und die Kernstadt mit Ortsbeirat und Ortsvorsteher, nach Maßgabe der §§ 81 und 82 HGO und des Kommunalwahlgesetzes in der jeweils gültigen Fassung gebildet.
Die Ortsbezirke sind durch das Gebiet der ehemaligen Gemeinden abgegrenzt und bestehen aus neun Mitgliedern.
Die Wahl der Ortsbeiräte erfolgt im Rahmen der Kommunalwahlen. Der Ortsbeirat wählt eines seiner Mitglieder zum Ortsvorsteher bzw. zur Ortsvorsteherin. Zur Zusammensetzung siehe die jeweiligen Stadtteile.

### Ortsbeirat Laubach (Kernstadt)
Bei den Kommunalwahlen in Hessen 2021 betrug die Wahlbeteiligung zum Ortsbeirat 45,24 %. Dabei wurden gewählt: Je ein Mitglied der CDU, des Bündnis 90/Die Grünen, der FDP und der „Freien Jungwähler“ (FJW), zwei Mitglieder der SPD, sowie drei Mitglieder der „Freien Wähler“ (FW). Der Ortsbeirat wählte Günter Haas (FW) zum Ortsvorsteher.

### Wappen
| Wappen von Laubach | Blasonierung: „Geteilt von Gold und Blau ein Löwe in verwechselten Farben.“                                                  |
| Wappen von Laubach | Am 8. Mai 1952 wurde der Stadtgemeinde Laubach durch den Hessischen Minister des Innern die Führung eines Wappens genehmigt. |

### Partnerschaften
Es bestehen folgende Partnerschaften:
- Élancourt (Frankreich), etwa 40 Kilometer südwestlich von Paris, seit 1975
- Gräfenhainichen (Sachsen-Anhalt), seit 1995
- Zoersel (Belgien), seit 1995
- Didim (Türkei), seit 1996

## Kultur und Sehenswürdigkeiten

### Theater und Museen
Das Museum Fridericianum dokumentiert in einer dreigeteilten Ausstellung („Zeitreise durch das Laubacher Land“, „Ora et labora“, „Laubacher Leut’“) die Laubacher Regionalgeschichte. Das Gebäude wurde 1981 als Heimatmuseum eröffnet; 2007 begann eine umfangreiche museumsdidaktische Neukonzeption und Sanierung. Im März 2011 erfolgte die Wiedereröffnung als Regionalmuseum. Der zweigeschossige Bau mit Krüppelwalmdach, einer zweiläufigen Freitreppe und einem Traufgesims mit Zahnschnittfries wurde 1750 unterhalb des Tannenberges (Fürstengarten) nahe Gonterskirchen als Jagdschloss errichtet und 1832 an seine heutige Stelle in Laubachs Innenstadt (Friedrichstraße 9) versetzt. Zwischen 1875 und 1922 diente es als humanistisches Gymnasium.
Im Puppenstubenmuseum Laubach werden mehr als 80 historische Puppenstuben, Puppenküchen, Kaufläden und Spielzeuge ausgestellt.

### Kulturdenkmäler

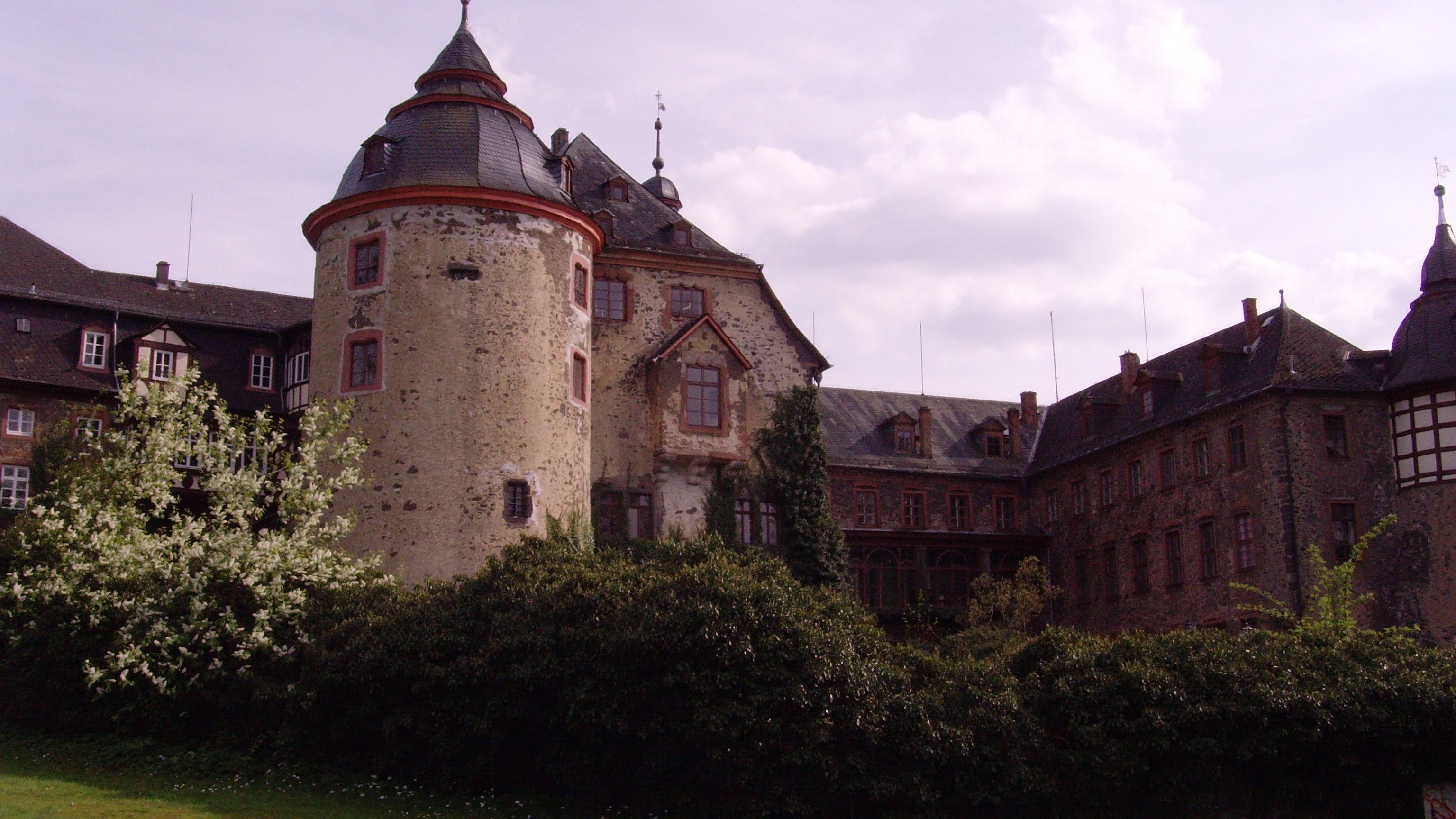
Schloss Laubach

#### Schloss Laubach
Prunkstück der Kleinstadt ist das Schloss Laubach der Grafen zu Solms-Laubach. Die im 13. Jahrhundert entstandene Burg wurde im 16. und 18. Jahrhundert schlossartig ausgebaut. Der Komplex ist seit dem 18. Jahrhundert von einem Schlosspark im Stil eines englischen Gartens umgeben. Im Schlossgarten befindet sich ein historischer Eiskeller. Die 1555 damals als Schulbibliothek gegründete Schlossbibliothek ist eine der ältesten und größten europäischen Privatbibliotheken mit über 120.000 Titeln. Ein Familiengesetz verbietet Veräußerungen aus dieser Bibliothek. Sie ist im Verzeichnis national wertvoller Kulturgüter eingetragen und steht unter Denkmalschutz.

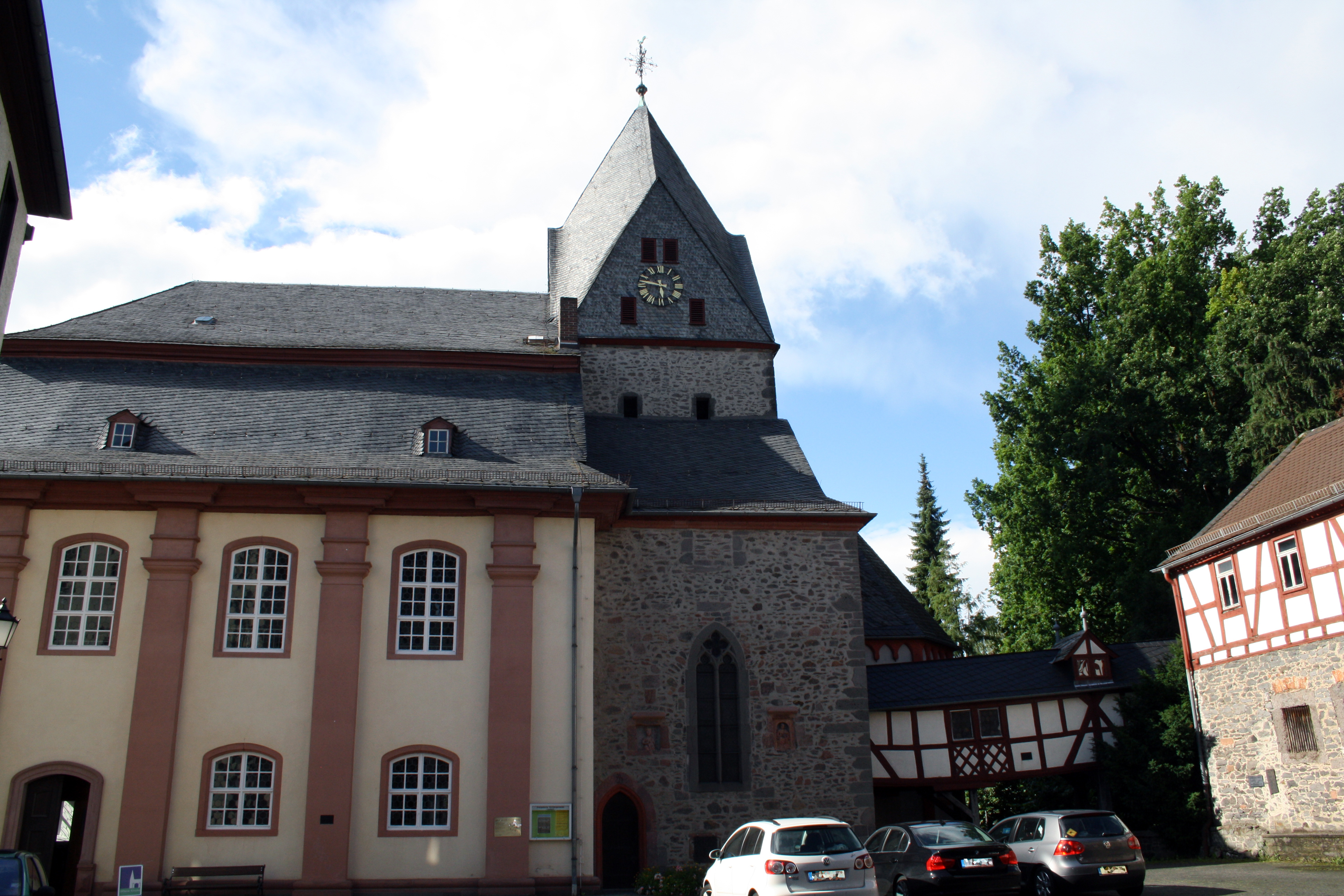
Evangelische Stadtkirche Laubach

#### Evangelische Stadtkirche Laubach
Der älteste Teil der Evangelischen Stadtkirche, ehem. St. Maria, stammt aus dem 12. Jahrhundert. Ein Anbau erfolgte im 18. Jahrhundert. Die Kirche verfügt über eine modernisierte und erweiterte Barockorgel.

#### Weitere Bauwerke
- Untermühle – Schlichter Renaissancebau, am Westgiebel ein 1588–1589 bezeichnetes Doppelwappen.
- Wohnbauten – Die einst malerische Altstadt mit etlichen Fachwerkhäusern (s. u.) wurde durch die Altstadtsanierung zwischen 1965 und 1980 erheblich in Mitleidenschaft gezogen.
  - Grünes Meer 14 – Zweigesch. Im Verlauf des 15. Jahrhunderts entwickelte sich aus dem Ständerbau der Rähmbau mit geschnitzten Eckständern, errichtet 1667.
  - Grünes Meer 28 – Rähmbau, um 1600 errichtet.
  - Grünes Meer 30 – Um 1550 erbaut.
  - Grünes Meer 1 – (Strumpfweberhaus). Zweigeschossiger Wandständerbau mit gebogenen Fußbändern und Kopfbändern, um 1450 errichtet; ältestes Wohnhaus in Laubach.
  - Marktplatz 5 – Dreigeschossiges Giebelhaus, bezeichnet 1738.
  - Marktplatz 8 – Dreigeschossiger traufständiger Bau, im Kern 1635. Der Eck-Erker wurde wohl im 18. Jahrhundert hinzugefügt.
  - Obergasse 14 – Bezeichnet 1617.
  - Obere Langgasse 12 – Um 1500, im 17. und 18. Jahrhundert verändert.
  - Untere Langgasse 6/8 – (Gasthaus zur Eule). Um 1560 errichtet, Anbau von 1651.
  - Untere Langgasse 26 – Traufenhaus, bezeichnet 1625.
  - Wildemannsgasse 9 – 1969 abgebrochen. Die Eckständer mit „Wildem Mann“ und „Wilder Frau“ sind jetzt am Neubau des Hauses Nr. 7 angebracht.
- Stadtbefestigung:
  - Klipsteinturm. Quadratischer viergeschossiger Turm, letzter noch vorhandener Wachturm der ehem. Stadtbefestigung. Die Fachwerkteile sind wohl um 1500 entstanden.
  - Der runde Bürgerturm stürzte 1963 wegen Baufälligkeit ein.
  - Ehemaliges Vorwerk an der Wetter. Quadratischer Turm des 16. Jahrhunderts mit Maulschießscharten und jüngerem Fachwerkaufsatz. Er war einst Teil des der Stadtmauer vorgelagerten Haingrabens. 1965 wurde er abgetragen und etwa 130 m von seinem ursprünglichen Standort entfernt im Gartengelände des Hauses „Im Hain 8“ wiedererrichtet. Dabei wurde das aus dem 18. Jahrhundert stammende Fachwerkobergeschoss weitgehend rekonstruiert.

### Regelmäßige Veranstaltungen
In der historischen Altstadt und im Schlossbereich finden regelmäßig kulturelle Veranstaltungen statt, die überregionales Interesse erzeugen: so das Hessische Bluesfestival (Blues, Schmus & Apfelmus) sowie die Orgelkonzertreihe mixtur statt. Weitere regelmäßige Veranstaltungen sind Open-Air-Kino, Lichterfest, La Villa Cotta (Garten- und Landhaustage), Herbst- und Winterzauber sowie Schlossparkkonzerte. Das traditionelle Volksfest ist das Laubacher Ausschussfest, dessen Wurzeln bis ins Jahr 1540 zurück reichen.

### Nähere Umgebung

#### Waldpark Grünes Meer

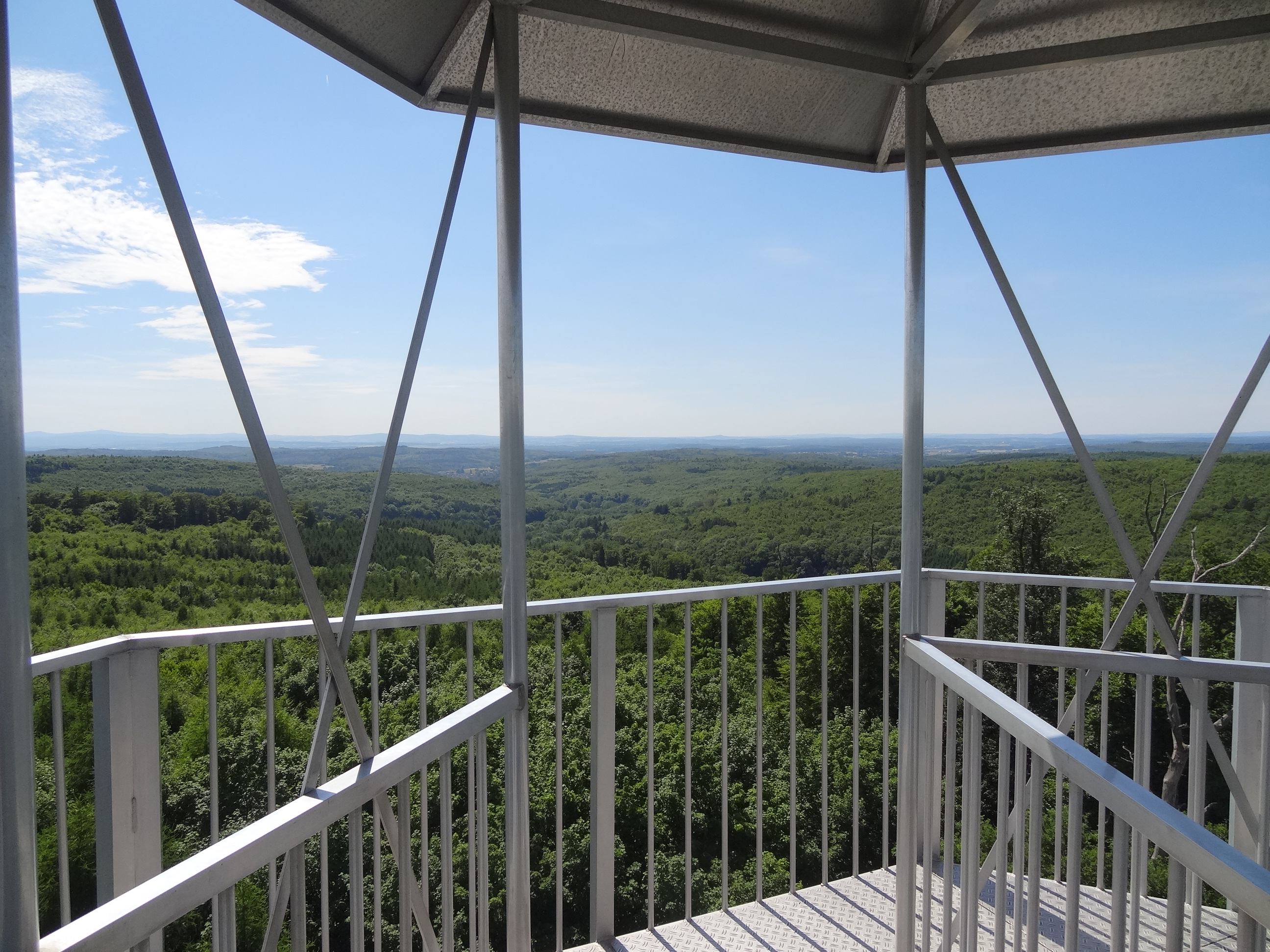
Blick auf das „Grüne Meer“

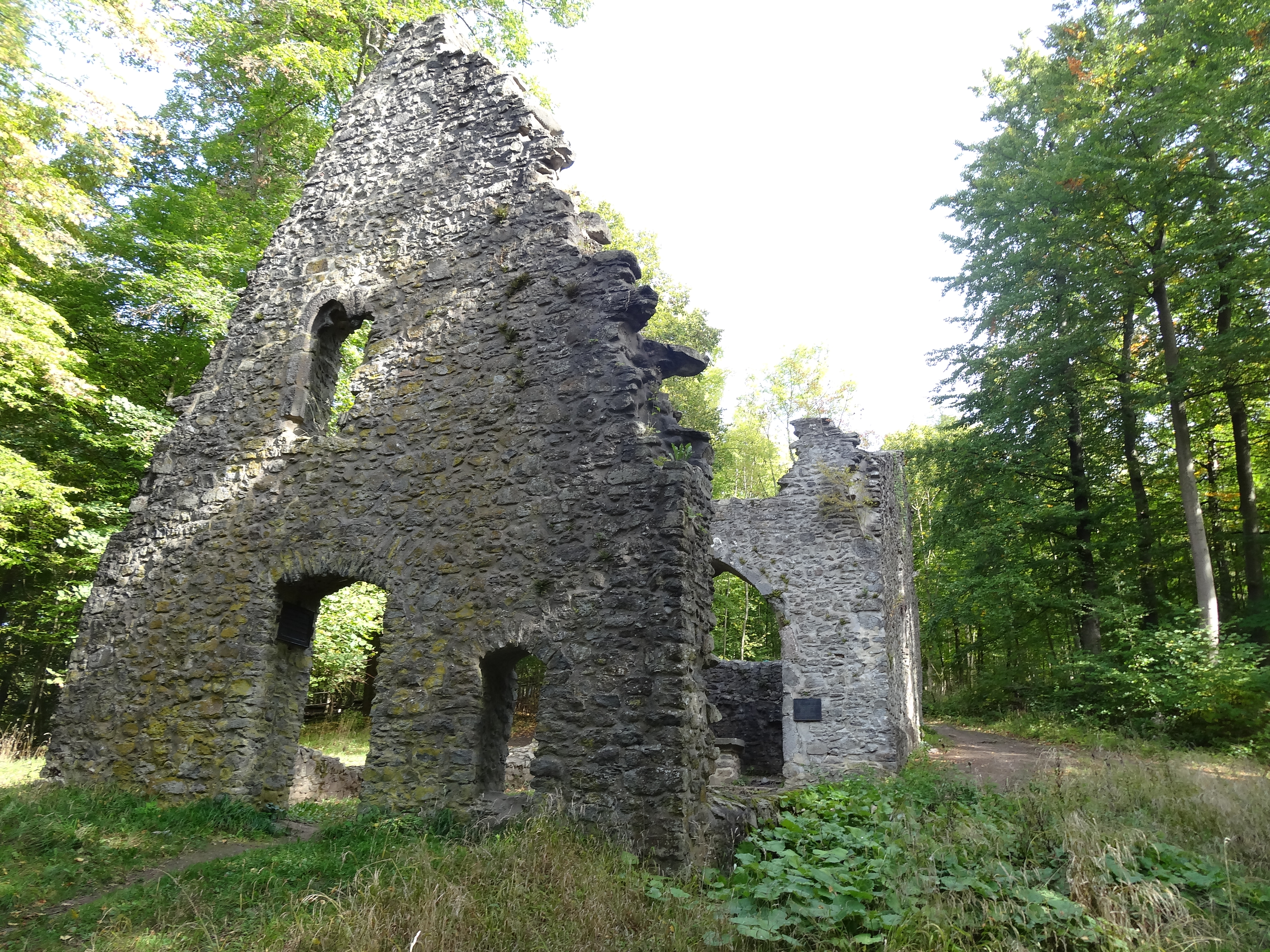
Kirchenruine „St. Valentin“ der Wüstung Ruthardshausen

Etwa sieben Kilometer von Laubach – in Richtung Schotten an der B 276 – liegt der 2009–2017 geöffnete Waldpark Grünes Meer. Rund um den Kirchberg legte sich ein etwa 80 Hektar großer Naturerlebnispark, der den Besuchern die Möglichkeiten bot, Besonderheiten des heimischen Waldes zu entdecken oder einen Blick in die Vergangenheit der Besiedlung der Vogelsberghänge zu werfen. Bestandteile des errichteten Parks waren neben einem Abenteuerspielplatz unter anderem ein 35 Meter hoher Aussichtsturm, ein Wildgehege, ein Waldklassenzimmer sowie nachgestellte Grabungsstellen. Aktuell wird das von Karl Georg Graf zu Solms-Laubach errichtete Gelände nicht mehr gepflegt und verfällt. Die ehemaligen Attraktionen (insbesondere die 35 Meter hohe „Himmelsleiter“ und der Holzturm) sind akut einsturzgefährdet.

#### Wüstung Ruthardshausen
Während des Mittelalters war das Horlofftal dicht besiedelt. Auf etwa halber Strecke der heutigen B 276 zwischen Laubach und Schotten lag das Dorf Ruthardshausen, welches 1340 erstmals erwähnt wurde. Seine Bewohner verließen es vermutlich infolge der Pest, so dass es um 1550 zur Wüstung wurde.
Die Kirche „St. Valentin“ errichtete man bereits um 1260. Eine Erneuerung der Ruine erfolgte 1970. Auf einer Tafel im Türbogen findet sich folgender Reim: „Wo sind sie, deren Lied aus deinem Schoß, O Kirchlein, einst zu Gott emporgeflogen, Vergessend all ihr trübes Erdenlos, Wo sind sie? Ihrem Liede nachgezogen!“ (aus dem Gedicht Die Waldkapelle von Nikolaus Lenau, 1828).

## Wirtschaft und Infrastruktur

### Verkehr
Laubach liegt im Tarifgebiet des Rhein-Main-Verkehrsverbundes (RMV). Die Bahnstrecke Friedberg–Mücke ist zwar wie die durch den Ortsteil Münster führende Butzbach-Licher Eisenbahn in diesem Bereich stillgelegt; jedoch verbinden eine Anzahl von Buslinien Laubach mit Bahnhöfen in der Umgebung:
- Die VGO-Linie 74 fährt täglich (am Wochenende als Anruf-Linien-Taxi) zum nächstgelegenen Bahnhof, Grünberg (Oberhess) an der Bahnstrecke Gießen–Fulda, sieben Kilometer nördlich von Laubach.
- Die Linie 372 bietet täglich Verbindungen zum Bahnhof Lich (Oberhess) an der Bahnstrecke Gießen–Gelnhausen (Lahn-Kinzig-Bahn), die Linie 363 fährt montags bis freitags und von November bis April auch am Wochenende zum Bahnhof Hungen an derselben Strecke.
- Außerdem fährt die Linie 372 täglich zum Bahnhof Gießen, die Linie 363 fährt montags bis freitags und von November bis April auch am Wochenende zum Bahnhof Friedberg (Hessen), beide an der Main-Weser-Bahn (Kassel–Frankfurt (Main)) gelegen.
- Von Mai bis Oktober wird die oben genannte Linie 363 durch die VGO-Linie VB-92 des Vogelsberger Vulkan-Expresses, einem Freizeitverkehr mit Fahrradanhängern, ersetzt.

### Schulen
- Theodor Heuss-Schule (Grundschule)
- Evangelische Grundschule Laubach-Freienseen der EKHN
- Friedrich Magnus Gesamtschule Laubach[58]
- Laubach-Kolleg der EKHN, Oberstufengymnasium des 1. und 2. Bildungsweges mit Wohnheim

## Persönlichkeiten
- Heinrich Wilhelm von Solms-Laubach (1583–1632), General im Dreißigjährigen Krieg
- Sophie von Solms-Laubach (1594–1651)
- Johann Wilhelm Buderus I (* 1690 in Nassau an der Lahn; † 1753 in Friedrichshütte, Laubach), Gründer der Firma Buderus[59]
- Carl Justinian von Günderrode (1712–1785), Hofmeister und Kammerdirektor
- Philipp Erasmus Reich (1717–1787), Buchhändler und Verleger
- Johann Bernhard Crespel (1747–1813), Jurist und Jugendfreund von Johann Wolfgang von Goethe
- Christiane Louise zu Hohenlohe-Kirchberg (1754–1815), Porträtmalerin und Kunstsammlerin
- Friedrich Graf zu Solms-Laubach (1769–1822), Mitglied des Reichshofrates und Oberpräsident der preußischen Provinz Jülich-Kleve-Berg
- Ludwig Kern (1785–1826), Oberamtmann
- Reinhard zu Solms-Laubach (1801–1870), preußischer Generalmajor
- Ottilie zu Solms-Braunfels (1807–1884), Regentin und Gründerin einer Stiftung für Menschen in Not
- Philipp Herrlich (1818–1868), Lithograph und Maler
- Friedrich zu Solms-Laubach (1833–1900), Reichstagsmitglied
- Hermann Maximilian Carl Ludwig Friedrich zu Solms-Laubach (1842–1915), Mykologe
- Felix Klipstein (1880–1941), Maler und Grafiker
- Eduard Christ (1885–1965), Bankmanager, Vorstandsvorsitzender der Westdeutschen Bodenkreditanstalt
- Friedrich Kellner (1885–1970), Justizoberinspektor und Autor dokumentarischer Aufzeichnungen in der Zeit des Naziregimes
- Gerth Schreiner, eigentlich Otto Wilhelm Ferdinand Schreiner (1892–1940), Journalist
- Friedel Münch (1927–2014), Chef der Münch-Motorradwerke
- Hadayatullah Hübsch (1946–2011), Autor, Schulbesuch in Laubach
- Michael Meinhold (1947–2009), Autor und Redakteur diverser Modellbahnzeitschriften
- Monika von Hannover (* 8. August 1929 in Laubach; † 4. Juni 2015 in Laubach), Herzogin von Braunschweig und Lüneburg, Gräfin zu Solms-Laubach, zweite Ehefrau von Ernst August von Hannover.
- Holger Geschwindner (* 1945), Basketball-Nationalspieler
- Jürgen Bodelle (* 1950), Schriftsteller und Verleger, lebt in Laubach
- Karl-Friedrich Rausch (* 1951), Manager
- Udo Samel (* 1953), Schauspieler
- Rainer Lind (* 1954), Maler und Grafiker
- Christoph Bieber (* 1970), Politikwissenschaftler, Hochschullehrer
- Safiye Can (* 1977), Lyrikerin, Bestsellerautorin, Dichterin der konkreten und visuellen Poesie; Stipendiatin des Hessischen Literaturrats: Autorenresidenz Laubach 2017/2018